# Манастир Светог Ђорђа на Серави
Манастир Светог Ђорђа на Серави (Манастир Светог Ђорђа Скоропостижног (Горга)) је некадашњи средњовековни православни манастир који се налазио на брду Виргин, над реком Серавом код Скопља. Манастир је за време краља Милутина био прва монашка обитељ српске државе.
У овом манастиру је током Страсне недеље 1346. године одржан црквено-народни сабор на коме је пећванска црква уздигнута у патријаршију, а Рашка држава у царство.

## Историја
Оснивач манастира је свети Роман цар. Међутим, постоје недоумице о ком Роману се ради. Према једном мишљењу ради се о сину бугарског цара Петра, евнуху и марионети у рукама Самуила, титуларном цару Роману, док према другом реч је о византијском императору Роману III Аргиру. Претпоставку о титуларном цару Роману први је изнео Павел Шафарик, а потом су је усвојили Константин Јиречек и бугарска историографија. Мишљење да је цар Роман Аргир први је изнео Радослав Грујић, а потом га је детаљно образложио Владимир Мошин. Један од јачих Мошинових аргумената је чињеница да је формулар даровнице бугарског цара Константина Тиха, коју је упутио манастиру, наликује на византијске акте из 11. и 12. века, као и да се у правном и техничком речнику нигде не наилази на пробугарске изразе, што би највероватније био случај да је коришћен предложак бугарског аутора из 10. века.
Када је Скопље са околином дефинитивно 1283. године прикључено српској држави, манастир је затечен у веома лошем стању. Краљ Милутин га је из основа подигао и обновио, повратио му је одузету имовину, обдарио га новим поседима са неколико нових села, потврдио му и проширио повластице и тако постао његов трећи главни ктитор. У хрисовуљи краља Милутина од 1299. до 1300. године, упућеној манастиру, се наводи да су се бугарске и грчке повеље распале, да су избледеле и поцепане или да су их мољци појели, те да су три човека, студенички игуман Сава, Никола Опереша, највероватније краљев дворанин и краљев дијак Дабиша, потрудили да њихову садржину пренесу у нову хрисовуљу, која је много опширнија од повеље цара Константина, са многим појединостима при опису старих и нових поседа. У њој се помињу исти дариваоци манастира, међу којима је велики жупан Стефан Немања, а додата су још имена краља Стефана Првовенчаног, цара Константина Тиха, краља Уроша I и цара Андроника II Палеолога. Вук Бранковић је својом повељом 1376—1377. године доделио овај манастир са свим његовим метосима Хиландару.
Неколико месеци после смрти скопског архиепископа Матеја, који је умро 11. јануара 1428. године, манастир је уништен од стране Османлија. Изгледа да је на његовом месту у другој четвртини 15. века подигнута џамија султана Мурата II, Султан-Муратова џамија.